# Раево (Московская область)

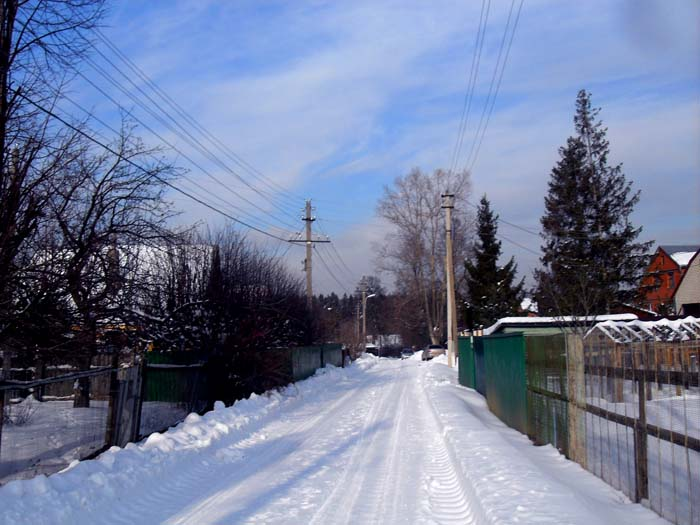

Раево — деревня в Одинцовском районе Московской области, в составе сельского поселения Часцовское. Население 10 человек на 2006 год. До 2006 года Раево входило в состав Часцовского сельского округа.
Деревня расположена на юго-западе района, среди лесов, в 6 километрах на северо-запад от Голицыно (по шоссе около 12 км), по обоим берегам пруда на правом притоке Нахавни речке Нахабинке, высота центра над уровнем моря 176 м.
Впервые в исторических документах деревня встречается в разъезжей грамоте 1504 года, как черносошное сельцо Раменское, а уже по писцовым книгам 1558 года оно значится, как Раево. По описанию 1624 года в Раеве были боярский двор и 5 крестьянских, с 30 жителями, на 1678 год — 4 двора деловых людей, 4 крестьянских, 2 бобыльских и 45 человек. По Экономическим примечаниям 1800 года в ней было 19 дворов и 122 души обоего пола. На 1852 год в деревне Раево числилось 20 дворов и 100 жителей, в 1890 году — 142 человека. По Всесоюзной переписи 17 декабря 1926 года числилось 25 хозяйств и 151 житель, по переписи 1989 года — 27 хозяйств и 18 жителей.